# Listă de regizori de film - S
|  | Liste alfabetice de regizori de film A - B - C - D - E - F - G - H - I - J - K - L - M - N - O - P - Q - R - S - T - U - V - W - X - Y - Z |

- - Alan Smithee este numele fictiv al unui regizor inexistent, care este folosit doar atunci când regizorului adevărat al filmului i s-a refuzat creditarea sa publică.

| - Gunter Sachs (* 1932) - Shakti Samanta - Gus Van Sant - Sohrab Shadid Saless (1944 - 2000) - Walter Salles (* 1956) - Helke Sander (* 1937) - Helma Sanders-Brahms (* 1940) - Claude Sautet (1924 - 2000) - Geoffrey Sax - John Sayles (* 1950) - Johannes Schaaf (* 1933) - Franklin J. Schaffner (1920 - 1989) - Peter Schamoni (* 1934) - Thomas Schamoni (* 1936) - Ulrich Schamoni (1939 - 1998) - Maximilian Schell (* 1930) - Eldar Schengelaja (* 1933) - Fred Schepisi - Niklaus Schilling (* 1944) - Wolfgang Schleif (1912 - 1984) - John Schlesinger (1926 - 2003) - Christoph Schlingensief (* 1960) - Volker Schlöndorff (* 1939) - Hans-Ulrich Schlumpf (* 1939) - Daniel Schmid (* 1941) - Hans-Christian Schmid (* 1965) - Paul Schrader (* 1946) - Barbet Schroeder (* 1941) - Werner Schroeter (* 1945) - Joel Schumacher - Reinhold Schünzel (1886 - 1954) - Jan Schütte (* 1957) - Ettore Scola (* 1931) | - Martin Scorsese (* 1942) - Ridley Scott (* 1937) - Tony Scott - George Seaton - Peter Segal - Peter Sehr (* 1951) - Susan Seidelman (* 1952) - Ulrich Seidl (* 1952) - Herbert Selpin (1902 - 1942) - David O. Selznick - Ousmane Sembène (* 1923) - Mrinal Sen (* 1923) - Haro Senft (* 1928) - Mack Sennett - Coline Serreau (* 1947) - Ron Shelton (* 1945) - Jim Sheridan (* 1949) - M. Night Shyamalan (* 1970) - Vittorio de Sica (1902 - 1974) - Don Siegel (1912 - 1991) - Floria Sigismondi (* 1965) - Rainer Simon (* 1941) - Bernhard Sinkel (* 1940) - Bryan Singer - Robert Siodmak (1900 - 1973) - Douglas Sirk (1900 - 1987) - Victor Sjöström (1879 - 1960) - Kevin Smith (* 1970) - Alan Smithee (din 1967) - Steven Soderbergh (* 1963) - Pino Solanas (* 1936) - Todd Solondz (* 1959) | - Barry Sonnenfeld (* 1953) - Shion Sono - Steven Spielberg (* 1946) - May Spils (* 1941) - John M. Stahl (1886 - 1950) - Ladislas Starevitch (1882 - 1965) - Sylvester Stallone - Peter Stauch (* 1975) - Wolfgang Staudte (1906 - 1984) - Peter Stein (* 1937) - Hans Steinhoff (1882 - 1945) - Robert A. Stemmle (1903 - 1973) - Josef von Sternberg (1894 - 1969) - George Stevens (1904 - 1975) - Robert Stevenson (regizor) - Mauritz Stiller (1883 - 1928) - Oliver Stone - Erich von Stroheim - John Sturges - Arne Sucksdorff - Seijun Suzuki - Ula Stöckl (* 1938) - Oliver Stone (* 1946) - Erwin Stranka (* 1935) - Jean-Marie Straub (* 1933) - Barbra Streisand (* 1942) - Erich von Stroheim (1885 - 1957) - John Sturges (1911 - 1992) - Preston Sturges (1898 - 1959) - Hans-Jürgen Syberberg (* 1935) - István Szabó (* 1938) |

### Vedeți și
- Listă de actori - S
- Listă de actrițe - S